# Código Deuteronômico
O Código Deuteronômico é o nome dado por estudiosos ao código de leis estabelecido nos capítulos 12 a 26 do Livro de Deuteronômio na Bíblia Hebraica. O código delineia uma relação especial entre os israelitas e Javé e fornece instruções que abrangem "uma variedade de tópicos, incluindo cerimônias religiosas e pureza ritual, direito civil e penal, e a conduta em tempo de guerra". São semelhantes a outras coleções de leis encontradas na Torá (os cinco primeiros livros do Tanakh) como o Código da Aliança em Êxodo 20–23, exceto pela parte que trata do Decálogo Ético, geralmente tratada separadamente. Esse tratamento não decorre de dúvidas sobre autoria, mas porque o Decálogo Ético é considerado academicamente como tema próprio.
Quase todo o Livro de Deuteronômio é apresentado como os últimos discursos de Moisés, iniciando-se com uma introdução histórica, seguida por uma segunda introdução que expande o Decálogo Ético, e encerrando-se com discursos exortativos e palavras finais de incentivo. Entre eles encontra-se o código de leis, em Deuteronômio 12–26. Na Crítica bíblica, esta seção, assim como a maior parte do restante do livro, foi escrita pelo Deuteronomista.

## Datação
É difícil datar as leis do Código Deuteronômico. Há normas exclusivas de Deuteronômio, como a proibição de sacrifícios fora "do lugar que o Senhor, teu Deus, escolherá" (Deuteronômio 12:5) e a realização da Páscoa nacional num santuário centralizado (Deuteronômio 16:1–8). Em contraste, outros livros do Pentateuco mencionam altares por toda Israel sem condenação. Ambas essas práticas foram retomadas no reinado de Josias, reforçando a teoria de que Deuteronômio foi compilado nessa época. Muitas outras normas reaparecem em livros anteriores da Torá, e é provável que o(s) autor(es) deuteronomista(s) tenham se inspirado nelas. O biblista Michael Coogan cita como exemplos o Código da Aliança e o Decálogo Ritual em Êxodo 20:22–23:33 e Êxodo 34, respectivamente.
É notável que Amós (c. 760 a.C.), Oséias (c. 750 a.C.) e as partes indiscutíveis de Isaías (Isaías 1–39 ["Primeiro Isaías"], c. 700 a.C.) não exibam traços certos de influência do Código Deuteronômico ou de seu estilo, enquanto Jeremias apresenta marcas desses elementos em quase todas as páginas, especialmente em sua prosa. Os ensinamentos proféticos, as ideias teológicas principais e os princípios que o autor busca incutir exibem pontos de contato com Jeremias e Ezequiel, e especialmente com o compilador do Livro dos Reis, que deve ter vivido após os eventos descritos naquele texto. Se o código tivesse sido composto entre Isaías e Jeremias, esses fatos estariam explicados.

É por essas razões que a crítica bíblica moderna concorda que Deuteronômio não é obra de Moisés, mas foi, em suas partes principais, redigido no século VII a.C., durante o reinado de Josias. Nesse contexto, veio a constituir um protesto contra as práticas religiosas descentralizadas então em voga no Reino de Judá, como Jeremias testemunha, associadas ao seu declínio. O Código Deuteronômico representa, assim, uma reformulação profética de legislação mais antiga, não como trabalho de jurista, mas de profeta.

Os tradicionalistas, porém, mantêm que Moisés compôs o código. Alegam que os livros anteriores tratam essencialmente do serviço no Tabernáculo do deserto, não do culto centralizado em Jerusalém; entretanto, Levítico 17 já estipula local único para sacrifícios. A semelhança com Jeremias decorre do interesse renovado em Deuteronômio no reinado de Josias, com Jeremias tomando convenções de Deuteronômio, e não o contrário.

## Características
Nos discursos do Código Deuteronômico predomina o estilo parenético, com alusões históricas pontuais (p. ex., Deuteronômio 13:4–5; 24:9) para extrair lições morais. As leis não se limitam a enunciar atos jurídicos, mas são desenvolvidas com ênfase em seus propósitos morais e religiosos, e nos motivos que levam o israelita a obedecê-las.
O Código Deuteronômico evidencia preocupações sociais, sobretudo com pobres e marginalizados: mulheres e crianças, viúvas, estrangeiros e necessitados. Deuteronômio 15:12–15 exemplifica o gesto de conceder presentes a um escravo liberto. Insiste-se na justiça, integridade, equidade, filantropia e generosidade: juízes devem ser nomeados em cada cidade e pais não respondem pelos pecados dos filhos, nem vice-versa, contrastando com outras passagens. Ainda assim, violações graves (homicídio, impureza sexual, desrespeito filial) são punidas com a pena de morte.
O estilo literário é singular na Torá: repetições marcantes de termos e expressões próprias do autor, e longas cláusulas fluidas, criam atmosfera de devoção e eloquência não vista em outros textos do Antigo Testamento.

## Comparação com outros códigos da Torá
Segundo a crítica textual, Deuteronômio relaciona-se apenas indiretamente ao Código Sacerdotal e sem paralelos verbais. Algumas práticas sacerdotais (holocaustos, ofertas de paz, ofertas elevadas, distinção entre puros e impuros e regras sobre lepra) são mencionadas, mas sem o peso conferido no Código Sacerdotal.
Em contrapartida, instituições fundamentais do Código Sacerdotal — distinção entre sacerdotes e Levitas, cidades levíticas, ano do jubileu, ofertas de cereais, ofertas pelo pecado e Yom Kipur — não aparecem no Código Deuteronômico. Onde há temas comuns, ocorrem discrepâncias que a Hipótese documental atribui a rivalidades entre grupos sacerdotais de Siló e o grupo aarônico.
Apesar disso, há também paralelos com o Código da Santidade em injunções morais, embora com formulações distintas (p. ex., luto em Deuteronômio 14:1 vs. Levítico 19:28; proibição de misturar espécies em Deuteronômio 22:9–11 vs. Levítico 19:19). Decerto, o Código da Aliança e o Decálogo Ritual são a base legislativa de Deuteronômio, com numerosas repetições literais e expansões de princípios já brevemente enunciados no Pentateuco.
Reformulações em Deuteronômio refletem influências de Amós, Oséias e Isaías, temperando a lei em favor do infrator e conferindo misericórdia aos vulneráveis. Críticos divergem quanto a o autor ter conhecido esses códigos separadamente ou já reunidos em JE.
No Código Deuteronômico, exige-se sacrifício em único santuário central, mas na Tanakh (do Livro de Josué aos Livros dos Reis 1 Reis 6) há representações de sacrifícios múltiplos sem reprovação. Leis sobre o rei e proibições de "multiplicar cavalos", "esposas", "prata e ouro" (Deuteronômio 17:14–20) sugerem reminiscências de Salomão (c. 950 a.C.), e menções à adoração do "exército dos céus" (Deuteronômio 17:3) remetem a práticas do reinado de Acaz (c. 730 a.C.).
O Código Deuteronômico compõe-se de diversas mitzvot (aprox. um terço dos mandamentos da Torá), sendo assim elemento central da Lei Judaica. Muitas leis repetem outras do Pentateuco, mas com variações notáveis e várias regras únicas.

### Leis semelhantes às de outros livros da Torá
Leis de observância religiosa
- Contra adorar outros deuses e cometer sacrifício humano, Deuteronômio 12:29–31
- Proibição de desfiguração como ato de luto, Deuteronômio 14:1–2
- Sobre animais limpos e impuros, Deuteronômio 14:3–20
- Proibição de comer animais não abatidos por humanos, Deuteronômio 14:21
- Contra bosques de Asherah e pilares rituais, Deuteronômio 16:21–22
- Contra sacrifícios defeituosos, Deuteronômio 17:1

Leis sobre autoridades
- Imparcialidade de juízes, Deuteronômio 16:19–20

Direito penal
- Sobre testemunhas, Deuteronômio 19:15–21
- Sobre adultério e sedução, Deuteronômio 22:22–29
- Contra sequestro, Deuteronômio 24:7
- Pesos e medidas justos, Deuteronômio 25:13–16

Direito civil
- Restituição de propriedade perdida, Deuteronômio 22:1–4
- Proibição de misturar espécies, Deuteronômio 22:9–11
- Sobre tzitzit, Deuteronômio 22:12
- Proibição de casar com madrasta, Deuteronômio 22:30
- Contra usura, Deuteronômio 23:19–20
- Sobre votos, Deuteronômio 23:21–23
- Sobre penhores, Deuteronômio 24:6; 24:10–13
- Sobre lepra, Deuteronômio 24:8–9
- Salário de servos, Deuteronômio 24:14–15
- Justiça para estrangeiros, viúvas e órfãos, Deuteronômio 24:17–18
- Sobre restos de colheita, Deuteronômio 24:19–22

### Leis diferentes das de outros livros da Torá
Leis de observância religiosa
- Proibição de ofertas e votos fora de santuário central, Deuteronômio 12:1–28
- Sobre dízimo, Deuteronômio 14:22–29
- Remissão de dívidas no ano sabático, Deuteronômio 15:1–11
- Oferta dos primogênitos, Deuteronômio 15:19–23
- Sobre três festas anuais, Deuteronômio 16:1–17

Direito penal
- Sobre homicídio culposo e doloso, Deuteronômio 19:1–13

Direito civil
- Sobre escravidão, Deuteronômio 15:12–18
- Limpeza do acampamento, Deuteronômio 23:9–14

#### Leis únicas na Torá
Leis de observância religiosa
- Contra falsos profetas, Deuteronômio 13
- Pena de morte para idólatras, Deuteronômio 17:2–7

Leis sobre autoridades
- Juízes em todas as cidades, Deuteronômio 16:18
- Tribunal supremo central, Deuteronômio 17:8–13
- Restrições ao rei, Deuteronômio 17:14–20
- Direitos e receitas dos Levitas, Deuteronômio 18:1–8
- Sobre profeta futuro (não especificado), Deuteronômio 18:9–22
- Restrições ao sacerdócio, Deuteronômio 23:1–8

Leis militares
- Conduta em guerra, Deuteronômio 20; 21:10–14

Direito penal
- Expiação ritual por assassinato sem autor conhecido, Deuteronômio 21:1–9
- Disposição sobre o cadáver de criminoso, Deuteronômio 21:22–23

Direito civil
- Proibição de remover marcos de limite, Deuteronômio 19:14
- Sobre primogenitura, Deuteronômio 21:15–17
- Pena de morte para filho desobediente, Deuteronômio 21:18–21
- Contra homens vestidos de mulher, Deuteronômio 22:5
- Proibição de capturar mãe e filhotes, Deuteronômio 22:6–7
- Construção de parapeitos em telhados, Deuteronômio 22:8
- Proteção de recém-casadas contra calúnia, Deuteronômio 22:13–21
- Escravos fugitivos, Deuteronômio 23:15–16
- Contra prostituição sagrada, Deuteronômio 23:17–18
- Sobre colheitas de vizinhos, Deuteronômio 23:24–25
- Sobre divórcio, Deuteronômio 24:1–4
- Contra punir família de criminoso, Deuteronômio 24:16
- Limite de açoites, Deuteronômio 25:1–3
- Contra amordaçar o boi na trilhagem, Deuteronômio 25:4
- Sobre levirato, Deuteronômio 25:5–10
- Modéstia das mulheres, Deuteronômio 25:11–12

Ritual
- Ritual dos primícias e do dízimo, incluindo oração, Deuteronômio 26:1–15